# 그린팬토크
《그린팬토크》는 윤새노트가 전북현대모터스 경기 관람 관중을 대상으로 진행하는 팬 인터뷰를 전북현대모터스 페이스북을 통해 연재 하고있는 웹툰이다. 매년 시즌제로 연재되며 금요일 연재된다.

## 토크방식
경기장 내에서 게릴라 방식으로 진행된다. 5분 내외의 짧은 토크가 진행되며 토크 일부를 이용해 웹툰으로 제작되어 연재된다.

## 토크안내
토크 일정 및 연재 일자는 별도의 홈페이지 내 일정을 통해 안내된다.